# Schreckenberg (Ruppichteroth)
Schreckenberg ist ein Ortsteil der Gemeinde Ruppichteroth im Rhein-Sieg-Kreis. 

## Geographie
Der Weiler liegt auf der Nutscheid. Einziger Nachbarort ist Winterscheid im Nordosten.

## Geschichte
1712 lebten hier drei Haushalte mit 18 Seelen: Johannes Cleff, Johannes Stommel und Philipp Schäzer.
1809 hatte der Ort 29 katholische Einwohner.
1910 waren für Schreckenberg die Haushalte Witwe Anton Heidinger, die Ackerer Adolf, Johann und Johann Martin Hupperich, Ackerer Johann Jaeger, Ackerer Gerhard Manz und Ackerer Karl Wirtz verzeichnet. Damals gehörte der Ort zur Gemeinde Winterscheid.